# Márton Sipos
Márton Sipos (* 19. Januar 1900 in Szekszárd; † 11. Dezember 1926 in Budakeszi) war ein ungarischer Schwimmer.

## Karriere
Sipos begann seine Karriere im nationalen Bereich und gewann 1921, 1922 und 1923 den Titel über 100 m Brust. Im September 1922 brach er sowohl den europäischen, als auch den Weltrekord über 100 m Brust. 1924 nahm er an den Olympischen Spielen in Paris teil. Da der Wettbewerb über 100 m Brust zu der Zeit nicht Bestandteil des olympischen Programms war, nahm er am Wettbewerb über 200 m Brust teil. Dort erreichte er den dritten Platz in seinem Vorlauf. 1925 wurde er Zweiter in der nationalen Meisterschaft.
1926 erkrankte Sipos an unheilbarer Knochentuberkulose und starb kurz darauf.